# Lispocephala subtincta
Lispocephala subtincta är en tvåvingeart som beskrevs av Malloch 1935. Lispocephala subtincta ingår i släktet Lispocephala och familjen husflugor. Inga underarter finns listade i Catalogue of Life.